# Úvaly (Valtice)
Úvaly (německy Garschönthal) jsou malá vesnice, část města Valtice v okrese Břeclav, v oblasti Valticka. Ves leží v údolí Úvalského potoka na konci slepé silnice, zástavba se nachází ani ne 500 m od hranice s Rakouskem.

## Historie
Původ vesnice je pravděpodobně v kolonizační činnosti pasovského biskupství z poloviny 11. století (byla vybrána poloha kolem potoka a ne kolem komunikace, jak tomu bývalo zvykem v kolonizaci pozdější). První písemná zmínka je z roku 1269. Od roku 1466 až do zániku patrimoniální správy náležely Úvaly k valtickému panství Lichtenštejnů.
Původně dolnorakouská obec osídlená převážně Němci (86 % v roce 1930) byla roku 1920 jakožto součást Valticka odstoupena Československu. V meziválečném období zde byla v provozu cihelna a mlýn, působil zde spolek dobrovolných hasičů.
V roce 1945 bylo majitelům německé národnosti konfiskován majetek (šlo o více než 75 % půdy a 83 % domů v obci) a byli vysídleni. Nově příchozí obyvatelé (převážně z okolí Břeclavi) osídlili pouze necelou polovinu domů, zbytek byl posléze odstraněn. Obec, která se v období existence Železné opony nacházela v hraničním pásmu, byla určena k vysídlení, které nakonec nebylo realizováno; počet obyvatel zde nicméně klesal i přirozeně (–60 % mezi lety 1950 a 1991).
Roku 1964 byly Úvaly připojeny k sousedním Valticím.
Po zrušení hraničního pásma roku 1990 a otevření hranic se odliv obyvatel zastavil a populace stagnuje, po roce 2000 zde výrazněji přibylo i nových domů. Rozvíjí se služby (restaurace, ubytování) využívající vinařskou turistiku a blízkost Lednicko-valtického areálu a Pálavy.

## Obyvatelstvo

### Struktura
Vývoj počtu obyvatel za celou obec i za jeho jednotlivé části uvádí tabulka níže, ve které se zobrazuje i příslušnost jednotlivých částí k obci či následné odtržení.
| Místní části   | Místní části | 1869 | 1880 | 1890 | 1900 | 1910 | 1921 | 1930 | 1950 | 1961 | 1970 | 1980 | 1991 | 2001 | 2011 |
| -------------- | ------------ | ---- | ---- | ---- | ---- | ---- | ---- | ---- | ---- | ---- | ---- | ---- | ---- | ---- | ---- |
| Počet obyvatel | část Úvaly   | 522  | 598  | 650  | 706  | 657  | 702  | 732  | 367  | 277  | 256  | 184  | 142  | 142  | 138  |
| Počet domů     | část Úvaly   | 111  | 125  | 137  | 144  | 152  | 156  | 170  | 115  | 65   | 59   | 56   | 62   | 62   | 72   |

## Pamětihodnosti
- filiální kostel sv. Stanislava Kostky – klasicistní stavba s věží; původní kaple z 40. let 19. století rozšířena v kostel (vysvěcen roku 1883); zchátralá stavba obnovena a znovuvysvěcena roku 1993
- socha sv. Kryštofa – u kostela, z 2. poloviny 19. století
- zaniklý hřbitov s litinovým křížem a jedním náhrobkem
- pomník obětem první světové války
- kaple Matky Boží
- PP Úvalský rybník
- PP Kameníky